# Big Van Vader
Pour les articles homonymes, voir White.
Leon Allen White, dit Big Van Vader ou Vader  (né le 14 mai 1955 à Lynwood et mort le 18 juin 2018 dans le Colorado), est un catcheur américain.
Il est d'abord joueur de football américain à l'université du Colorado à Boulder au poste de centre. Il est choisi par les Rams de Los Angeles au cours de la draft NFL 1978 (en) mais ne joue aucun match avec cette équipe à cause d'une déchirure au tendon rotulien.
Il devient catcheur dans la deuxième moitié des années 1980 et commence sa carrière à l'American Wrestling Association avant de partir au Japon travailler à la New Japan Pro Wrestling. C'est au Japon qu'il prend le nom de Big Van Vader et qu'il devient populaire en devenant à trois reprises champion poids lourd International Wrestling Grand Prix (IWGP) et une fois champion par équipes IWGP avec Crusher Bam Bam Bigelow. Au cours de son dernier règne de champion poids lourd, il remporte aussi le championnat du monde poids lourd de l'Universal Wrestling Association et le championnat du monde poids lourd de la Catch Wrestling Association (en) devenant le premier catcheur à détenir trois titres poids lourd sur trois continents différents (Asie, Amérique du Nord et Europe).
Il quitte le Japon en 1992 pour retourner aux États-Unis et rejoint la World Championship Wrestling (WCW). Il rajoute à son palmarès trois championnat du monde poids lourd de la WCW et un championnat poids lourd des États-Unis de la WCW. Il se fait renvoyer de cette fédération après une bagarre avec Paul Orndorff en 1995.
Après un bref passage au Japon, s'engage avec la World Wrestling Federation et fait partie du clan Camp Cornette (en) puis est le rival de Kane et de The Undertaker perd notamment un Mask vs. Mask match face à Kane.
Il quitte la WWF et retourne au Japon à la All Japan Pro Wrestling (AJPW) où il fait équipe avec Stan Hansen et remporte aussi le championnat poids lourd Triple Crown. Il quitte la AJPW en 2001 quand Mitsuharu Misawa fonde la Pro Wrestling NOAH.

## Biographie

### Jeunesse et carrière de footballeur
Leon White, bien que né à Lynwood, grandit avec sa famille à Compton. Son père travaillait dans l'entretien des sous-marin de l'U.S. Navy. Ils ont ensuite déménagé à Bell où il a fréquenté le lycée local.
Il rejoint ensuite l'Université du Colorado à Boulder où il joue au sein de l'équipe de football américain et a été nommé deux fois All-American. Trois semaines avant la draft NFL 1978 (en) il se déchire le tendon rotulien, ce qui n'empêche pas cependant les Rams de Los Angeles de le choisir au 3e tour en 80e position. Après une saison passée à l'infirmerie à cause de sa blessure les Rams ont décidé de mettre fin à son contrat.

### Carrière

#### American Wrestling Association et Catch Wrestling Association (1985-1992)
Alors que Big Van Vader travaille dans une salle de sport il rencontre un ancien camarade d'université qui lui suggéra de s'essayer au catch. Entraîné par Brad Reighans, White a débuté à l'American Wrestling Association (AWA) sous son propre nom. Il a rapidement progressé et il a ainsi obtenu un match pour le championnat du monde poids-lourds de l'AWA contre Stan Hansen qu'il a perdu le 28 avril 1986,.
Il décide de traverser l'Atlantique pour travailler pour la Catch Wrestling Association (CWA), une fédération autrichienne fondé par Otto Wanz. Il adopte le nom de ring de Bull Power et devient le 22 mars 1987 au cours d'un show de l'AWA champion du monde poids-lourds de la CWA après sa victoire sur Otto Wanz. Il perd son titre de retour en Autriche face à ce dernier le 11 juillet. Le 21 août 1989, il remporte pour la deuxième fois ce titre face à Wanz et devient le premier catcheur à détenir deux championnat poids-lourds sur deux continents différents avant de perdre ce titre le 30 juin 1990 face à Wanz,,. Ce dernier décide de rendre vacant le titre après sa victoire et le 22 décembre Bull Power devient pour la troisième fois champion du monde poids-lourds de la CWA après sa victoire face à Mark Rambo,. C'est face à ce dernier qu'il perd son titre le 6 juillet 1991. Il devient le 21 décembre champion poids-lourds intercontinental de la CWA après avoir vaincu Tatsumi Fujinami, il rend en 1992 en quittant la fédération,

#### New Japan Pro Wrestling (1987-1992)
En 1987, Antonio Inoki cherche un catcheur américain avec qu'il souhaite affronter au sein de sa fédération, la New Japan Pro Wrestling. Il a été en contact avec James Hellwig qui à l'époque est connu à la World Class Wrestling Association sous le nom de Dingo Warrior mais il a choisi Leon White à qui il a donné le nom de ring de Big Van Vader en référence à un samouraï japonais,. De plus il porte en entrant sur le ring un masque en métal qui a fait croire aux observateurs occidentaux que son nom de ring est un hommage à Dark Vador (Darth Vader en anglais).
Il débute le 27 décembre 1987 où il bat Inoki avant de perdre le match revanche par disqualification le 4 janvier 1988,. Durant leur premier match, une émeute a éclaté dans le public à la suite de la défaite d'Inoki qui a eu pour conséquence l'interdiction pour la New Japan Pro Wrestling d'organiser des spectacles au sein de cette salle pendant un an. Par la suite il fait équipe avec Masa Saito jusqu'en septembre. Entretemps, il a eu le 8 mai son premier match pour le championnat poids-lourds IWGP qu'il a perdu par disqualification face à Tatsumi Fujinami ainsi que le 26 juin où Fujinami l'emporte,.
Le 5 avril 1989, le titre de champion poids-lourds de Fujinami est déclaré vacant et un tournoi est organisé le 24 avril auquel Big Van Vader participe. Il y élimine Masahiro Chōno puis Tatsumi Fujinami avant de remporter le titre en finale face à Shinya Hashimoto dans un match arbitré par Lou Thesz, devenant le premier catcheur d'origine occidentale à avoir remporté ce titre,. Il perd son titre le 25 mai après sa défaite face à Salman Hashimikov. Il remporte à nouveau le titre poids-lourds le 10 août face à Riki Chōshū. Le 12 novembre, il va au Mexique à l'Universal Wrestling Association (UWA) et devient champion du monde poids-lourds de cette fédération devenant ainsi champion du monde poids-lourds dans trois fédérations majeurs des trois continents différents (Europe avec la Catch Wrestling Association, Asie à la New Japan Pro Wrestling et Amérique du Nord avec l'UWA)
Le 10 février 1990, il affronte Stan Hansen pour le titre poids-lourds et pendant le match son adversaire le frappe violemment au visage à tel point qu'un des yeux de Vader est sorti légèrement de son orbite. Après quelques minutes pour que Vader remette son œil en place, le match a repris s'est conclu sans vainqueur à la suite d'un double décompte à extérieur. Le 12 juin, les deux hommes se retrouvent à nouveau et Vader l'emporte par disqualification. Il perd son titre face à Riki Chōshū le 19 août.
Le 17 janvier 1991, il devient pour la troisième fois champion poids-lourds IWGP après sa victoire sur Tatsumi Fujinami, il perd son titre face à ce dernier le 4 mars,. Le 21 mars à NJPW vs WCW Starrcade, il fait équipe avec Crusher Bam Bam Bigelow et ils remportent leur match face à Doom (Butch Reed et Ron Simmons). Début août il participe à la première édition de G1 Climax, un des tournois de la New Japan Pro Wrestling, où il est éliminé après la phase de poule avec deux défaites (face à Tatsumi Fujinami et Keiji Mutō) pour une victoire face à Scott Norton. Il fait équipe début octobre avec Tatsumi Fujinami dans le cadre de la Super Grade Tag League où ils n'ont pas perdu un seul match en phase de poule et ils ont ensuite éliminé en demi-finale Crusher Bam Bam Bigelow et Masahiro Chono avant de remporter le tournoi face à Masa Saito & Riki Chōshū.
Le 4 janvier 1992 à NJPW Starrcade 1992 in Tokyo Dome, il remporte son match face à El Gigante. Le 1er mars, il devient avec Crusher Bam Bam Bigelow champion par équipe IWGP après leur victoire face à Hiroshi Hase et Keiji Muto. Ils perdent leur titre le 26 juin face aux Steiner Brothers (Rick et Scott Steiner) à cause d'une blessure légitime de Vader à la suite d'un combat face Muto,. Il quitte ensuite la New Japan Pro Wrestling en juillet pour travailler exclusivement pour la World Championship Wrestling.

#### World Championship Wrestling (1990-1995)
Bien qu'il travaille encore à la New Japan Pro Wrestling il commence à travailler pour la World Championship Wrestling (WCW) aux États-Unis dès le 7 juillet 1990 toujours sous le nom de Big Van Vader où, au cours de The Great American Bash et bat Z-Man de manière expéditive.
Le 24 février 1991, près d'un an après son premier match pour le championnat poids-lourds IWGP face à Stan Hansen les deux hommes se retrouvent lors de WrestleWar et le match se termine sur une double disqualification. Le 29 décembre à Starrcade, il fait équipe avec Mr. Hughes (en) et ils battent Rick Steiner et The Nightstalker. Il participe plus tard dans la soirée à une bataille royale sur deux rings remporté par Sting.
À partir de l'été 1992 Big Van Vader quitte le Japon pour travailler exclusivement pour la WCW qui décide pour qu'il incarne un méchant ou heel de le confier à Harley Race qui devient son manager qui n'hésite pas à intervenir pendant ses matchs. Le 12 juillet à The Great American Bash, il bat Sting et devient pour la première fois champion du monde poids-lourds de la WCW. Le 2 août, il perd ce titre face à Ron Simmons qui est devenu ce soir là le premier afro-américain officiellement champion du monde de catch,,. Le 25 octobre à Halloween Havoc il l'emporte sur Nikita Koloff permettant à Rick Rude de conserver son titre de champion poids-lourds des États-Unis de la WCW, ce match étant aussi le dernier de Koloff qui a été gravement blessé au dos le poussant à prendre sa retraite,. Deux jours plus tard, il blesse gravement Joe Thurman au cours d'un match à handicap,. Le 28 décembre à Starrcade, il fait équipe avec Dustin Rhodes avec qui il se qualifie pour la bataille royale aux dépens de Kensuke Sasaki et The Barbarian, il perd face à Sting en finale du tournoi King of Cable et en fin de soirée il s'est éliminé après avoir fait une clothesline pour éliminer Sting mais la puissance qu'il a mis dans ce geste l'a par la suite déséquilibré. Le 30 décembre, il récupère le titre de champion du monde poids-lourds après sa victoire face à Ron Simmons au cours d'un show non télévisé.
Le 13 janvier 1993, il participe à un match en cage par équipe avec Barry Windham et Paul Orndorff qu'ils perdent face à Cactus Jack, Dustin Rhodes et Sting, un peu plus tôt il a défié ce dernier dans un Strap match à SuperBrawl. Il remporte son match face à Sting le 21 février à SuperBrawl. La rivalité entre les deux hommes continue au cours de la tournée en Europe de la WCW qui voit Sting remporté le championnat du monde poids-lourds le 11 mars à la Wembley Arena dans la ville de Londres, le règne de ce dernier prend fin six jours plus tard à Dublin,. Le 23 mai à Slamboree il affronte Davey Boy Smith pour le championnat poids-lourds, au cours du match Harley Race interfère dans le match et Vader frappe son adversaire avec une chaise provoquant sa disqualification. Il commence ensuite à faire équipe avec Sid Vicious et Rick Rude et continue sa rivalité avec Smith qui a lui trouvé le soutien de Sting et Dustin Rhodes le 17 juin, le match s'est conclu par la victoire de Big Van Vader après que Rude a fait le tombé sur Rhodes à la suite d'un coup de mallette dans la tête de Vader. Près d'un mois plus tard, il fait à nouveau équipe avec Vicious et affronte Sting et Davey Boy Smith à Beach Blast, et bien que Vader et Vicious perdent le match, celui-ci est marqué par le premier moonsault de Vader sur Smith,. Un mois après ce match il conserve son titre face à Davey Boy Smith dans un match sans disqualification. Sa rivalité avec Smith prend fin à Fall Brawl le 19 septembre, après la défaite de l'équipe de Big Van Vader (Sid Vicious et les Harlem Heat (Kane et Kole)) face à l'équipe de Smith (Sting, Dustin Rhodes et The Shockmaster) dans un War Games match, le même soir Cactus Jack lui a lancé un défi à Halloween Havoc. Le 24 octobre à Halloween Havoc, les deux hommes s'affrontent dans un Texas Death Match où le titre de champion poids-lourds n'est pas en jeu où Harley Race a envoyé un coup de taser à Cactus Jack permettant à Vader de l'emporter.

#### Retour à la New Japan Pro Wrestling (1996)
Il fait son retour à la New Japan Pro Wrestling le 4 janvier 1996, durant l'évènement NJPW Wrestling World In Tokyo Dome, mais il perd face à Antonio Inoki.

#### World Wrestling Federation (1996-1998)
Avant le Royal Rumble 1996, il avait des publications sur Vader. Il fera ses débuts au Royal Rumble en éliminant trois personnes comprenant : Jake Roberts, Savio Vega et Doug. WrestleMania XII, son équipe gagne car, c'est lui qui avait fait le tombé sur Jake Roberts.
Cependant, la stipulation du match était si l'équipe de Yokozuna gagne, Jim Cornette sera obligé d'affronter Yokozuna.
En février 1997, lors du In Your House 13, il perd pour Le WWE Championship face à The Undertaker, Stone Cold Steve Austin et Bret Hart ce dernier gagne enfin le titre. Lors du première édition de WWF Fully Loaded, il perd contre Mark Henry à cause du Big Splash de Henry. Lors d'une édition de Heat de 1998, il perd face à Edge. Son dernier match était au Madison Square Garden en octobre 1998, il affronte Mankind et le nouveau Intercontinental Champion, Ken Shamrock, il perd et il attaque Shamrock pour une occasion de l'Ankle Lock.

#### Retour à la WWE (2012) et Hall Of Fame
Le 11 juin, Vader fait un retour sur le ring de la WWE le temps d'un soir, répondant au challenge lancé aux légendes par Heath Slater durant Monday Night Raw. Il s'ensuit un bref combat entre les deux hommes, dont Vader sort vainqueur.
Il est intronisé au Hall of Fame de la WWE lors de WrestleMania 38.

### Vie privée
Le 15 novembre 2016, Leon White annonce sur Twitter qu'il souffre de problèmes cardiaques irréversibles et qu'il ne lui resterait plus que deux ans à vivre.
Le 19 avril 2018, Vader est admis à l'hôpital à la suite d'une pneumonie.
Le 20 juin 2018, son fils annonce sa mort sur Twitter. Leon White est décédé à l'âge de 63 ans des suites d'une pneumonie,.

## Palmarès
- All Japan Pro Wrestling (AJPW)
  - 2 fois AJPW Triple Crown Heavyweight Championship
  - 1 fois AJPW Unified World Tag Team Championship avec Steve Williams
  - Champion's Carnival (1999)

- Catch Wrestling Association (CWA)
  - 1 fois Champion poids-lourds intercontinental de la CWA[17]
  - 3 fois Champion du monde poids-lourds de la CWA[11]

- Impact Zone Wrestling (IZW)
  - 1 fois IZW Heavyweight Championship

- New Japan Pro Wrestling
  - 3 fois Champion poids-lourds IWGP[68]
  - 1 fois Champion du monde par équipe IWGP avec Crusher Bam Bam Bigelow[69]
  - Super Grade Tag League (1991) avec Tatsumi Fujinami[37]

- Pro Wrestling NOAH
  - 1 fois GHC Tag Team Championship avec Scorpio

- Universal Wrestling Association (UWA)
  - 1 fois Champion du monde poids-lourds UWA[70]

- Union of Wrestling Forces International (UWFI)
  - 1 fois UWFI Heavyweight Championship

- World Championship Wrestling (WCW)
  - 3 fois Champion du monde poids-lourds de la WCW[71]
  - 1 fois Champion poids-lourds des États-Unis de la WCW[72]

- World Wrestling Federation (WWF)
  - Slammy Award du « Crime of the Century » (Crime du siècle) en 1996 pour l'attaque sur le président de la WWF Gorilla Monsoon
  - WWE Hall of Fame (2022)

## Récompenses des magazines
- Pro Wrestling Illustrated
  - Catcheur de l'année 1993[73]
  - 2e catcheur le plus détesté de l'année 1993[74]
  - 3e rivalité de l'année 1993 contre Cactus Jack[75]
  - 3e catcheur le plus détesté de l'année 1994[74]

| Année | 1991 | 1992 | 1993 | 1994 | 1995 | 1996 | 1997 | 1998 | 1999 | 2000 |
| ----- | ---- | ---- | ---- | ---- | ---- | ---- | ---- | ---- | ---- | ---- |
| Rang  | 33   | 15   | 2    | 4    | 7    | 14   | 46   | 65   | 18   | 11   |
| Année | 2001 | 2002 |      |      |      |      |      |      |      |      |
| Rang  | 48   | 54   |      |      |      |      |      |      |      |      |

- Tokyo Sports
  - Équipe de l'année 1998 avec Stan Hansen[77]
- Wrestling Observer Newsletter
  - Prix Lou Thesz / Ric Flair du catcheur de l'année 1993[78]
  - Meilleur heel de l'année 1993[79]
  - Meilleur prise de catch de l'année (Moonsault)[80]
  - 5e catcheur le plus exceptionnel de l'année 1993[81]
  - Catcheur ayant le plus progressé de l'année 1999[82]

## Filmographie

### Cinéma
- 1995 : North Star : La Légende de Ken le Survivant (Fist of the North Star) : Goliath

### Télévision
- 1995-1996 : Incorrigible Cory (Boy Meets World) (Série TV) : Frankie Stecchino Sr.
- 1996 : Alerte à Malibu (Baywatch) (Série TV) : Big Van Vader